# Platylabops cornicula
Platylabops cornicula är en stekelart som först beskrevs av Wesmael 1855.  Platylabops cornicula ingår i släktet Platylabops och familjen brokparasitsteklar. Inga underarter finns listade i Catalogue of Life.